# Elvira Guerra
Elvira Guerra (2 décembre 1855 - 26 octobre 1937) est une cavalière et artiste de cirque italienne, connue pour ses démonstrations équestres dans les cirques d'Europe et pour avoir participé aux Jeux olympiques d'été de 1900. Ce sont les premiers Jeux dans lesquels les femmes sont autorisées à concourir. Elle est la première femme à représenter l'Italie aux Jeux olympiques.

## Biographie

### Jeunesse et formation
Elvira Guerra naît à Saint-Pétersbourg  le 2 décembre 1855 dans une famille de circassiens. Son père, l'artiste de cirque Rodolfo Guerra, crée le Cirque olympique de Moscou et le cirque Kirov de Saint-Pétersbourg (futur Théâtre Mariinski), son lieu de naissance. Sa mère Joséphine Leeb, est une cavalière autrichienne. Elle est la petite fille d'Alessandro Guerra, propriétaire de cirques à Rome et en Europe. Dès six ans elle monte à cheval et à seize ans elle devient écuyère de haute école et voltigeuse à cheval. Elle dresse elle-même ses chevaux. Le baron de Vaux, parlant d'elle : « Il ne me coûte pas de reconnaître que Mlle Guerra est une des rares femmes de cheval aimant l'art pour l'art ; et que, comme écuyère de haute école, elle occupe la meilleure place -- après Anna Fillis. ».

### Écuyère de cirque
En 1869, à 14 ans, elle est engagée avec sa sœur dans le cirque Charles Hengler. En 1880, elle se produit au cirque équestre Amato. En 1882, Elvira Guerra est l'une des invitées de ce cirque qui effectue une saison d'hiver à Londres et à Glasgow. The Times mentionne « les pouvoirs terpsichoriens du joli cheval « Sylvan », admirablement maîtrisé par Mlle Elvira Guerra. », le 27 septembre 1882, dans un article sur le Grand Cirque de Hengler. En 1890, elle est en représentation au Nouveau cirque de Paris et elle inaugure le Grand Hippodrome de Bordeaux.

### Jeux olympiques de 1900, à Paris

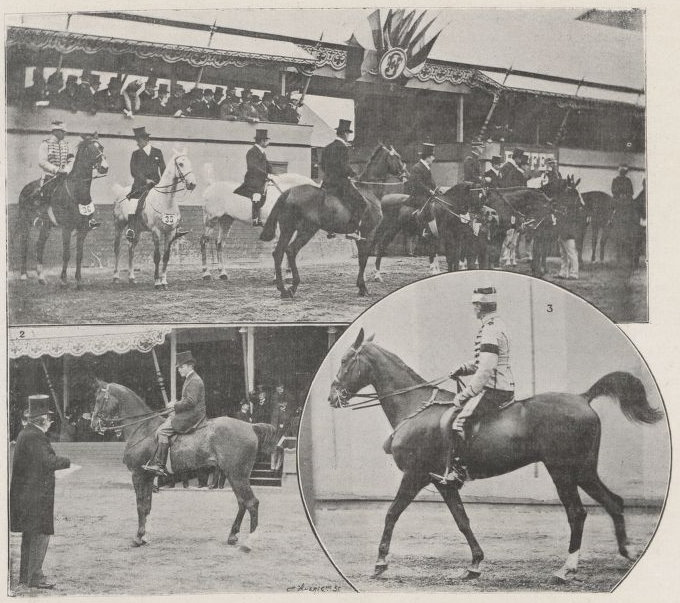
Épreuve de chevaux de selle - Concours hippique international - JO de 1900.

En mai 1900, avec Bouton d'or, elle est l'une des trois cavalières, avec la Française Jane Moulin, à concourir en chevaux de selle lors du Concours Hippique International de Paris,. Ce concours faisait partie de l'Exposition Universelle, et les épreuves équestres sont classées plus tard au programme des Jeux olympiques d'été de 1900. Elvira Guerra est la première femme à représenter l'Italie aux Jeux olympiques. Montant Libertin, elle termine hors du top 4. Elle est classée 10 e sur 51. André Devon dans Les Jeux olympiques oubliés, souligne « Tandis que dans ce milieu très masculin, deux amazones Mlle Elvira Guerra qui conduisait le cheval Libertin et Mlle Moulin sont très remarquées par le public… ».
Elle cesse de se produire au moment de la première guerre mondiale. Elle obtient la nationalité française en 1930. Elle meurt à Marseille en 1937. Une rue de Bordeaux est nommée Rue Elvira Guerra en son honneur.